# Фернандо Ортіс
Фернандо Ортіс (ісп. Fernando Ortiz, нар. 25 грудня 1977) — аргентинський футболіст, що грав на позиції захисника. Відомий за виступами в низці аргентинських і закордонних клубів. Триразовий чемпіон Аргентини, чемпіон Мексики. По завершенні ігрової кар'єри — тренер, працював із низкою парагвайських та мексиканських команд.

## Ігрова кар'єра
Фернандо Ортіс народився 1977 року в провінції Кордова, та є вихованцем футбольної школи клубу «Бока Хуніорс». Дорослу футбольну кар'єру він розпочав 1997 року в основній команді того ж клубу, і в наступному році виборов титул чемпіона Аргентини, проте вже наступного року молодого футболіста віддали в оренду до іспанського клубу «Мальорка Б», а в другій половині року віддали в оренду до аргентинського клубу «Сан-Лоренсо». У 2000 році Ортіс став гравцем іншого аргентинського клубу «Уніон», в якому грав до 2003 року, після чого керівництво клубу віддало футболіста в оренду до «Банфілда».
У 2004 році Ортіс став гравцем клубу «Естудьянтес», у якому грав до 2006 року. У складі команди в 2006 році вдруге став чемпіоном Аргентини.
У 2007 році Фернандо Ортіс перейшов до мексиканського клубу «Сантос Лагуна», у складі якого став чемпіоном Мексики. У 2009 році футболіст перейшов до іншого мексиканського клубу «Америка», в якому став чемпіоном Мексики. У 2009 керівництво клубу віддало футболіста в оренду до іншого клубу «УАНЛ Тигрес».
У 2010 році Фернандо Ортіс уклав контракт з клубом «Велес Сарсфілд», у складі якого грав до 2012 року. У складі команди футболіст втретє став чемпіоном Аргентини.
У 2012—2014 роках Ортіс грав у складі клубу «Расінг» (Авельянеда), після чого завершив виступи на футбольних полях.

## Кар'єра тренера
У 2017 році Фернандо Ортіс розпочав тренерську кар'єру, очоливши тренерський штаб парагвайського клубу «Соль де Америка». Наступного року колишній аргентинський футболіст очолив інший парагвайський клуб «Спортіво Лукеньйо», проте за короткий час повернувся до клубу «Соль де Америка»
У 2022 році Ортіс розпочав працювати з молодіжною командою мексиканського клубу «Америка», але вже в цьому ж році очолив тренерський штаб головної команди клубу. З Фернандо Ортіс 2023 року очолює тренерський штаб іншої мексиканської команди «Монтеррей».

## Титули і досягнення
- Чемпіон Аргентини (1):

«Бока Хуніорс»: Апертура 1998
«Естудьянтес»: Апертура 2006
«Велес Сарсфілд»: Клаузура 2011
- Чемпіон Мексики (1):

«Сантос Лагуна»: Клаузура 2008